# Cavernas del rey Thranduil
Las cavernas del rey Thranduil son un lugar ficticio que pertenene al legendarium creado por el escritor británico J. R. R. Tolkien y que aparecen en su novela El hobbit. Cuando la Sombra proveniente de Dol Guldur cubrió el antiguo Bosque Verde; en el primer milenio de la Tercera Edad; los Elfos Silvanos del Rey Thranduil se trasladaron desde los valles que rodean a las Emyn Duir y buscaron un lugar para vivir, lo más lejos posible del peligro que representaba el Nigromante. Allí asentaría su morada el padre de Legolas.

## Morada del Rey Thranduil en el Bosque Negro
Thranduil y los Elfos Silvanos se asentaron por fin, en la parte nororiental del Bosque Negro a orillas del curso medio del Río del Bosque y aunque su reino “(…)se extendía hasta los bosques que rodean la Montaña Solitaria y que crecían a lo largo de las orillas del Lago Largo antes de la llegada de los Enanos exiliados de Moria y la invasión del Dragón…” excavó, bajo una arbolada colina cuyas laderas eran bañadas por el río y quizás a imagen de Menegroth; “(…)una fortaleza y amplias estancias subterráneas…”
Se llegaba a ella luego de trasponer un puente de piedra sobre el río y por debajo, el “(…)agua se precipitaba oscura y violenta…” Del otro lado unos escalones sorteaban las primeras estribaciones de la colina y una senda ancha y corta conducía hasta las Grandes Puertas. Estas estaban construidas en sólida madera y se abrían y cerraban en virtud de algún encantamiento mágico que las hacían batir juntas al salir o entrar el último elfo; las puertas daban seguridad a los habitantes de las cavernas e impedían que los prisioneros escapasen.
En el interior “(…)numerosos pasadizos y amplios salones…” se abrían en todas direcciones y a distintos niveles. Pero, casi en línea recta de las puertas y a mucha profundidad bajo la colina se hallaba el recinto principal; que era una gran sala, con pilares tallados en la roca, en donde habitaba el Rey.
A ambos lados del Salón del Rey se abrían otros salones menores; entre ellos el Salón de los Festines ubicado en el sector este de la colina y muy cerca de la estancia de Thranduil; allí los elfos realizaban periódicas fiestas; una de las cuales permitió a Bilbo poner en práctica el plan de escape, puesto que casi “(…)toda la gente del rey estaba de fiesta…” En los pasadizos que corrían hacia el este, se encontraba un grupo de celdas en donde estuvieron prisioneros los enanos de la compañía de Thorin Escudo de Roble. Aunque el mismo Thorin fue encerrado en una mazmorra ubicada en un sitio más profundo y separado del resto.
En el extremo sureste del palacio de Thranduil se encontraban las Bodegas del Rey, se llegaba allí por un pasadizo que subía desde el sector de las celdas en donde estaban los enanos y consistía en dos reducidos salones. El más occidental de estos era más pequeño y servía de sitio de descanso al Mayordomo y los elfos encargados de la bodega; en una mesa ubicada allí, se sentaron a beber Galion y el Jefe de la Guardia, el vino de Dorwinion. El otro salón era más grande y allí se amontonaban los barriles que iban a ser usados en el comercio con los Hombres del Lago Largo; en el extremo había una serie de escotillas de roble, que se levantaban con sogas; por donde eran arrojados los barriles para llevarlos hasta el río. “(…)Un arroyo corría por debajo del palacio, y se unía al Río del Bosque un poco al este, más allá de la cuesta empinada en la que se abría la boca principal…” 
Este arroyo subterráneo, nacía en las profundidades de la colina y corría por un túnel excavado en la piedra; pasando justo por debajo de las bodegas. En su extremo oriental había una gran compuerta de madera, sujeta a una arcada de piedra que “(…)descendía a la superficie del agua, y desde allí podía dejarse caer el portalón hasta el mismo lecho del río, para impedir que alguien entrase o saliese…” Transpuesta esta, el arroyo salía a la superficie a un terreno rodeado de árboles “(…)bajo las ramas que colgaban desde las dos orillas…” y se unía al Río del Bosque unos pocos metros más abajo.
“(…)Escondido detrás de uno de los barriles más grandes, Bilbo descubrió las escotillas y para qué servían, y escuchando la charla de los sirvientes del rey, se enteró de cómo el vino y otras mercancías remontaban los ríos, o cruzaban la tierra, hasta el Lago Largo.…”

### Cabañas de los Almadieros
Ubicadas sobre la margen norte del Río del Bosque, en el lugar en donde éste se unía al arroyo que bajaba desde las cavernas de Thranduil; casi al borde de la ancha bahía abierta por los Elfos Silvanos, sobre esa margen del río. Allí Bilbo Bolsón, escudado en la invisibilidad que le daba el Anillo Único, intentó robar comida y abrigo; pero casi fue descubierto por las marcas de pisadas mojadas que dejaba y por algún que otro fuerte estornudo, que delataban su presencia; y debió conformarse con “(…)una hogaza y un pellejo de vino y un pastel que no le pertenecían…"